# Arcyophora albipupillata
Arcyophora albipupillata är en fjärilsart som beskrevs av Embrik Strand 1917. Arcyophora albipupillata ingår i släktet Arcyophora och familjen trågspinnare. Inga underarter finns listade i Catalogue of Life.